# Internationaler Orgelimprovisationswettbewerb Haarlem
Der Internationale Orgelimprovisationswettbewerb Haarlem (niederländisch Internationaal Orgelimprovisatieconcours Haarlem) ist ein Musikwettbewerb für Orgelimprovisation, der seit 1951 im Rahmen des Internationalen Orgelfestivals in der niederländischen Stadt Haarlem stattfindet. Es ist der älteste europäische Wettbewerb dieser Art.

## Geschichte und Ablauf

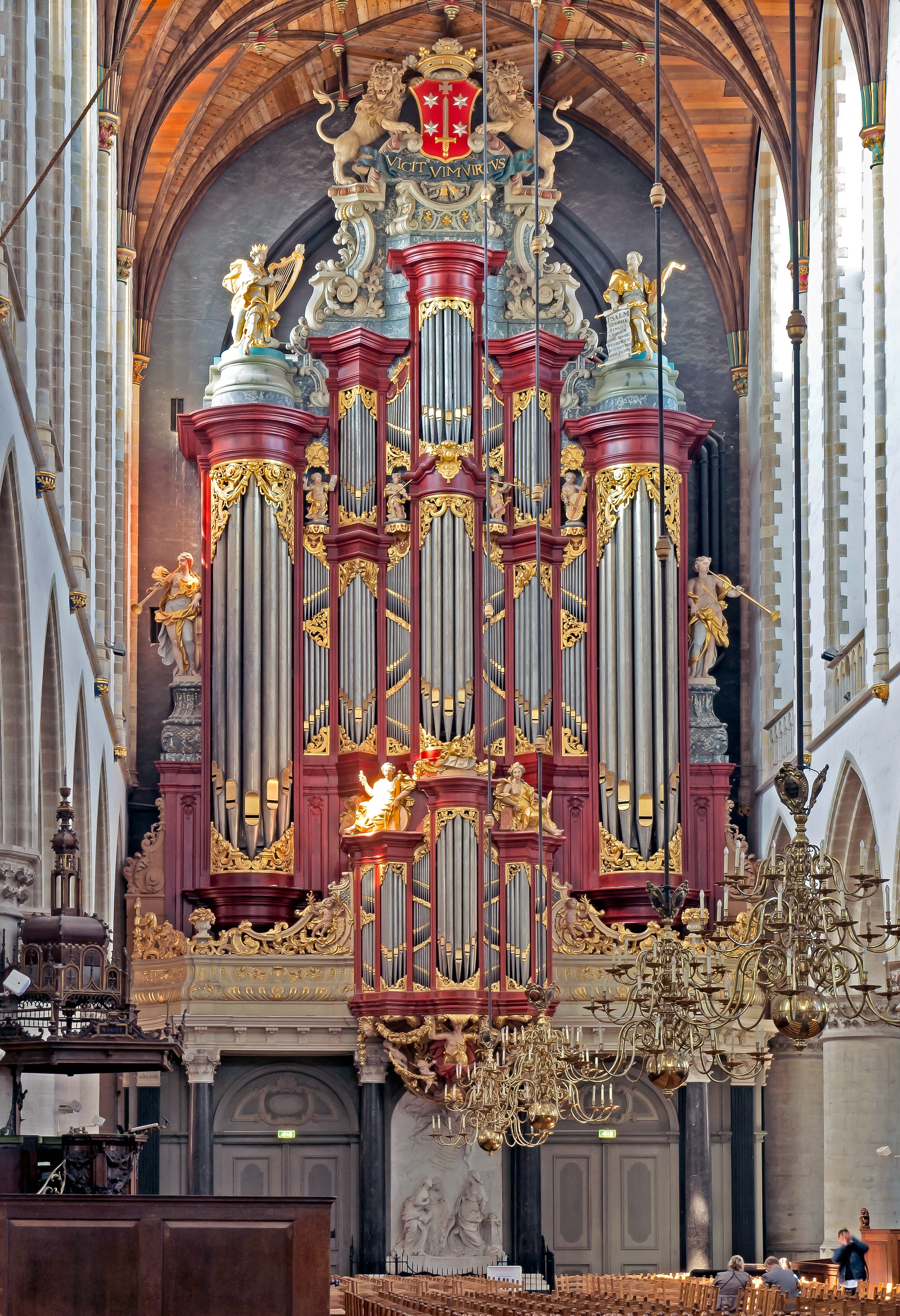
Die Müller-Orgel in der Haarlemer Kirche St. Bavo

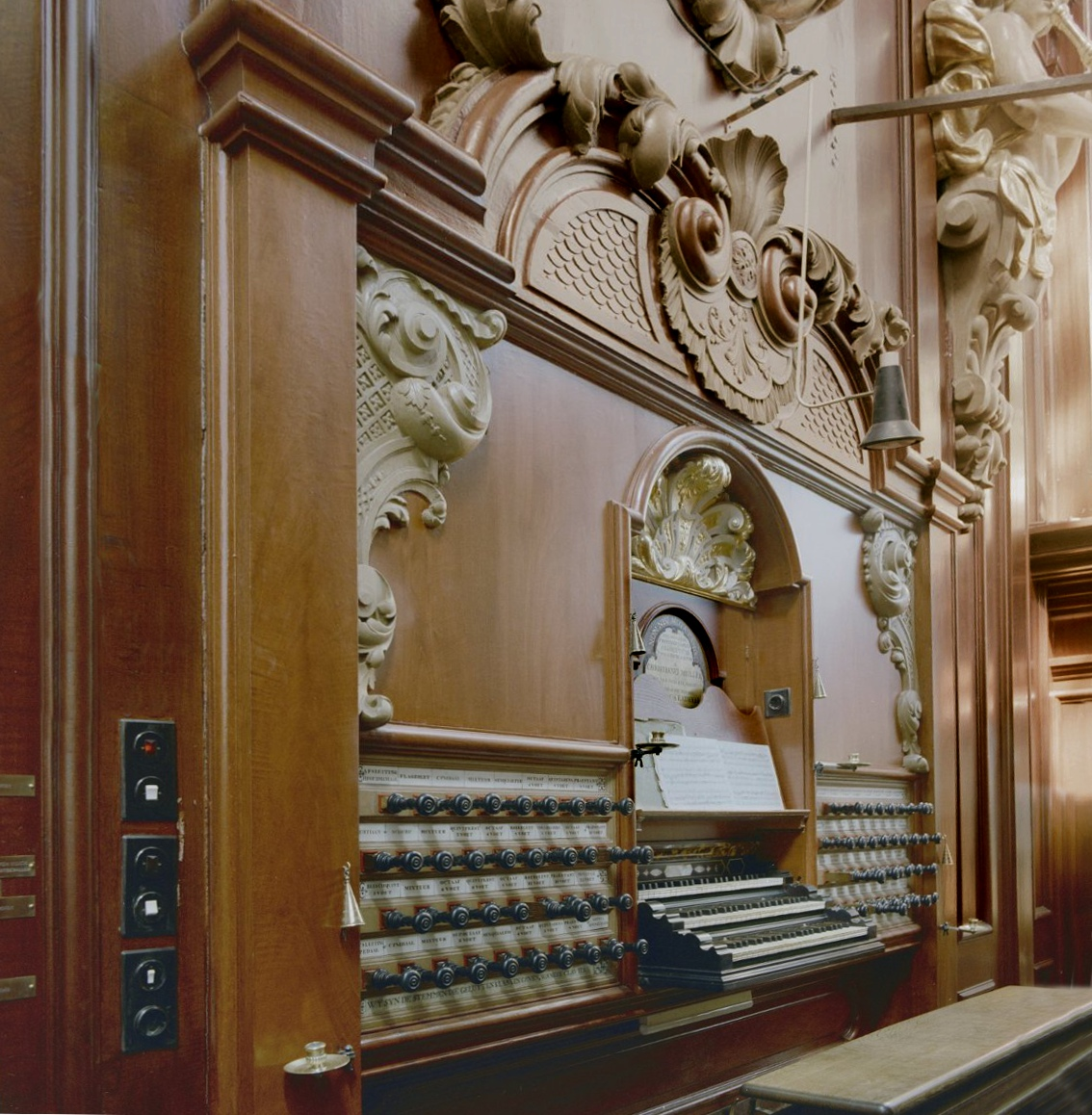
Spieltisch der Müller-Orgel

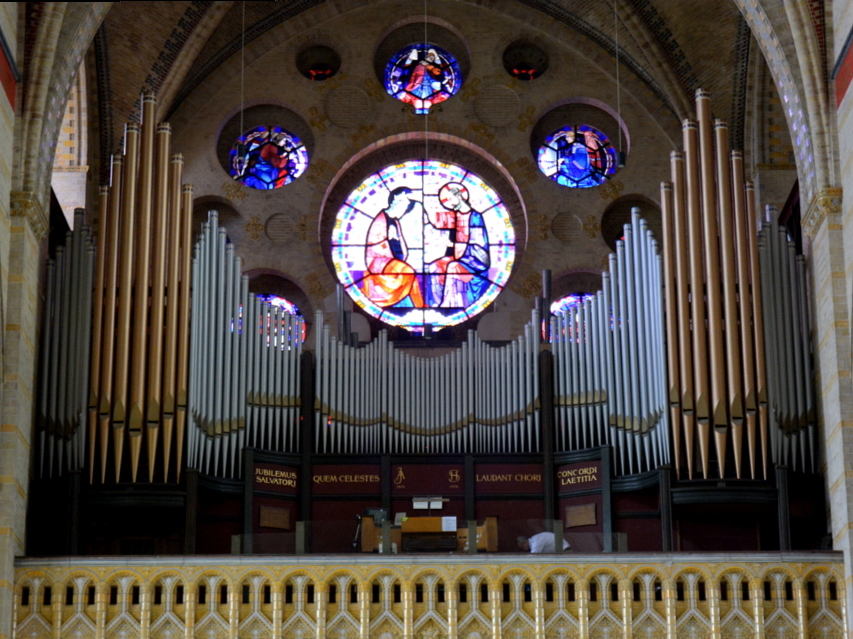
Die Orgel der St.-Bavo-Kathedrale

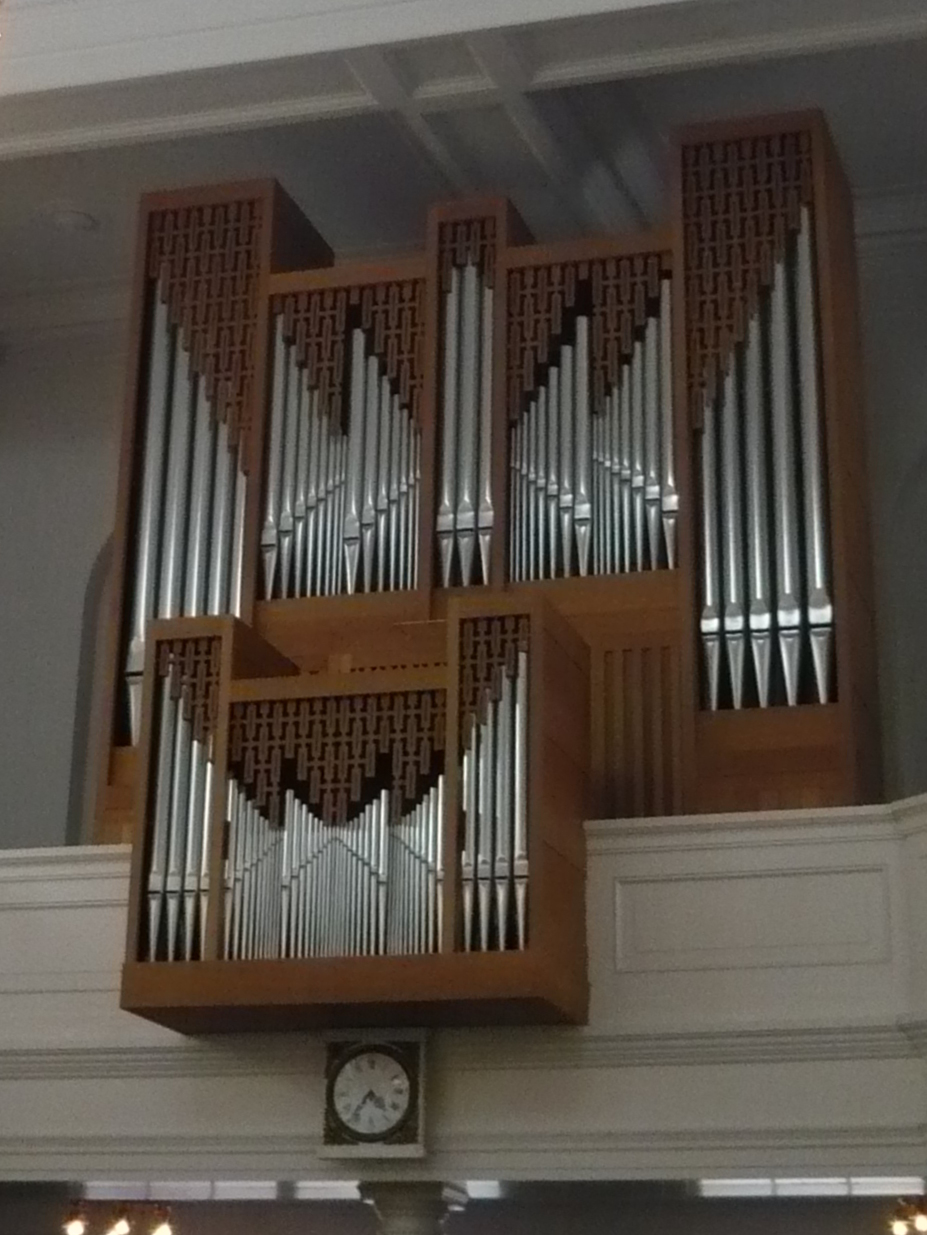
Die Ahrend-Orgel in der Doopsgezinde kerk

Der Musikwettbewerb für Organisten wurde 1951 ins Leben gerufen und fand bis 1986 jährlich statt; danach wurde auf einen zweijährlichen Rhythmus umgestellt. Im Jahr 2018 fand der Wettbewerb zum 52. Mal statt; 2020 musste er pandemiebedingt um ein Jahr verschoben werden.
Die Bewerber müssen im Vorfeld ihre Audio-Aufnahmen vorgegebener Aufgaben an den Veranstalter einsenden. Nach einer Vorauswahl verbleiben acht Teilnehmer, die nach Haarlem eingeladen werden und ihr Können im Wettbewerb in mehreren Runden vor einer prominent besetzten internationalen Jury zu Gehör bringen. Eine bis dahin bestehende Altersbeschränkung für die Bewerber wurde 2018 aufgehoben.
Veranstaltungsort des Musikwettbewerbs ist traditionell die St.-Bavo-Kirche in Haarlem mit der berühmten großen Orgel, die 1738 von dem deutsch-niederländischen Orgelbauer Christian Müller erbaut wurde.
Für Juli 2021 ist geplant, den aktuellen Wettbewerb in zwei weiteren Haarlemer Kirchen auszutragen, so an der Willibrordus-Orgel in der St.-Bavo-Kathedrale und an der dreimanualigen Ahrend-Orgel in der Doopsgezinde kerk.
Preisträger waren bisher (Stand 2018) ausschließlich Europäer – die meisten aus den Niederlanden – darunter mehrfach Piet Kee, der viele Jahre als Organist an der St.-Bavo-Kirche tätig war. Im Jahr 2004 gewann mit der Slowakin Zuzana Ferjenčíková erstmals eine Frau den Wettbewerb.

## Preisträger seit 1951

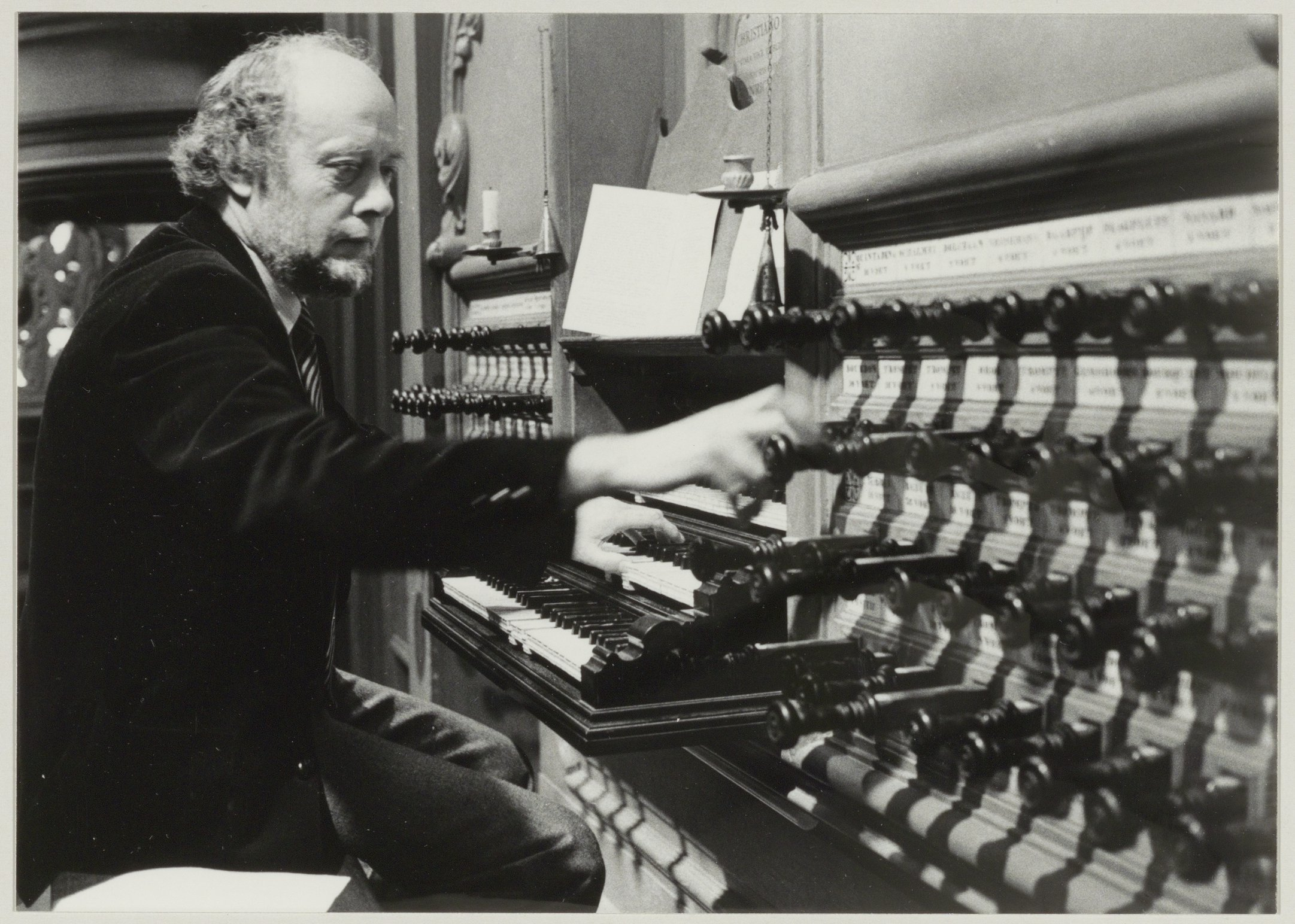
Klaas Bolt, Preisträger der Jahre 1956 und 1957, an der Müller-Orgel (1983)

- 1951: Louis Toebosch (Niederlande)
- 1952: Anton Heiller (Österreich)
- 1953: Piet Kee (Niederlande)
- 1954: Piet Kee
- 1955: Piet Kee
- 1956: Klaas Bolt (Niederlande)
- 1957: Klaas Bolt
- 1958: Hans Haselböck (Österreich)
- 1959: Hans Haselböck
- 1960: Hans Haselböck
- 1961: Bernard Bartelink (Niederlande)
- 1962: Konrad Philipp Schuba (Deutschland)
- 1963: Wilfried Grasemann (Österreich)
- 1964: Arie J. Keijzer (Niederlande)
- 1965: Anders Bondemann (Schweden)
- 1966: André Isoir (Frankreich)
- 1967: André Isoir
- 1968: André Isoir
- 1969: Hans-Josef Roth (Deutschland)
- 1970: Jan Jongepier (Niederlande)
- 1971: Jan Jongepier
- 1972: Jan Jongepier
- 1973: kein Gewinner
- 1974: Rupert Gottfried Frieberger (Österreich)
- 1975: Jan Raas (Niederlande)
- 1976: Jan Raas
- 1977: Jan Raas
- 1978: Joost Langeveld (Niederlande)
- 1979: Joost Langeveld
- 1980: Jos van der Kooy (Niederlande)
- 1981: Jos van der Kooy
- 1982: Naji Hakim (Frankreich)
- 1983: Harald Feller (Deutschland)
- 1984: Henk W. Luijmes
- 1985: Henk W. Luijmes
- 1986: Jaroslav Tůma (Tschechien)
- 1988: Stefan Therstam (Schweden)
- 1990: Wolfgang Hörlin (Deutschland)
- 1992: Tomas Willstedt (Schweden)
- 1994: Tomasz Adam Nowak (Polen)
- 1996: Karl-Bernhardin Kropf (Österreich)
- 1998: John Terwal (Niederlande)
- 2000: Ansgar Wallenhorst (Deutschland)
- 2002: Sietze de Vries (Niederlande)
- 2004: Zuzana Ferjenčíková (Slowakei)
- 2006: Chiel Jan van Hofwegen (Niederlande) und Robert Kovács (Österreich)
- 2008: Gerben Mourik (Niederlande)
- 2010: Samuel Liégeon (Frankreich)
- 2012: Paul Goussot (Frankreich)
- 2014: David Cassan (Frankreich)
- 2016: Geerten Liefting (Niederlande)
- 2018: Geerten van de Wetering (Niederlande)
- 2020: kein Wettbewerb
- 2021: Gabriele Agrimonti (Italien)[3]
- 2022: kein Gewinner[4]
- 2024: Enno Gröhn (Deutschland)[5]